# Трусицький Сила Михайлович
Сила Михайлович Труси́цький (роки народження і смерті невідомі) — український різьбяр та живописець-монументаліст кінця XVII—XVIII століття.
Син ремісника-золотаря із Західної України. З кінця XVII століття працював у Вільні. Близько 1719 року приїхав до Києва для роботи над іконостасом Успенського собору Києво-Печерської лаври.
У Смоленську разом з архітектором Й. Шеделем створив у 1732—1740 роках різьблений іконостас у стилі українського барокко (зберігся підпис майстра) для Успенського собору і в 1770-х роках — іконостас для Свірської (Михайлівської) церкви.